# Allylbromide
Allylbromide is een organische verbinding met als brutoformule C3H5Br. De zuivere stof komt voor als een kleurloze tot lichtgele, licht ontvlambare vloeistof met een indringende en prikkelende geur. Het behoort tot de gehalogeneerde koolwaterstoffen.

## Synthese
Allylbromide kan bereid worden uit allylalcohol en waterstofbromide, onder afsplitsing van water:

## Toepassingen
Allylbromide wordt bij organische syntheses vaak ingezet als alkyleringsreagens, met name om een allylgroep in te voeren. Die groep wordt vaak gebruikt als beschermende groep voor alcoholen en amines.
Allylbromide is ook een uitgangsproduct bij de synthese van propadieen, van andere allylverbindingen (onder andere voor allylcyanide) en van synthetische parfums. Door reactie met magnesium kan het Grignard-reagens allylmagnesiumbromide bereid worden.

## Toxicologie en veiligheid
Allylbromide is een brandgevaarlijke vloeistof. De damp is zwaarder dan lucht, verspreidt zich langs de grond en kan op afstand ontstoken worden. De stof kan polymeriseren onder invloed van hitte, peroxiden of andere oxiderende stoffen.
Allylbromide is toxisch en werkt corrosief op de ogen, de huid en het ademhalingsstelsel. Inademing van damp of nevel kan longoedeem veroorzaken en in ernstige gevallen dodelijk zijn.